# Molon
Molon (en grec ancien Moλων / Molôn, mort en 220 av. J.-C., est le satrape de Médie sous le règne de Séleucos II. Il devient gouverneur des Hautes satrapies au début du règne d'Antiochos III mais se révolte contre l'autorité royale.

## Biographie
À son avènement en 223 av. J.-C., Antiochos III réforme l'administration du royaume : Molon, déjà satrape de Médie, devient gouverneur général des Hautes satrapies à la place d’Antiochos, en compagnie d'un de ses frères, Alexandre. Mais la haine envers Hermias, le tout-puissant vizir, le conduit bientôt à se révolter, escomptant profiter de la jeunesse du roi et de la passivité d'Achaïos II, gouverneur des provinces anatoliennes . Les deux stratèges envoyés pour le réduire sont battus et il peut dès lors occuper le pays à l'Est du Tigre. Le roi réagit en envoyant le stratège mercenaire Xénoitas, accompagné de Zeuxis. Ce dernier parvient, provisoirement, à empêcher Molon de traverser le Tigre. Mais Molon profite d'une traversée hasardeuse du fleuve par Xénoitas pour tailler en pièces son armée. Il s'empare de Séleucie du Tigre, faisant main basse sur la Babylonie et la Mésopotamie. Les monnaies attestent qu'il s'est proclamé roi, chose qu'ignore en son temps Polybe. 
Antiochos III se décide alors de marcher lui-même contre Molon. Après avoir hiverné à Nusaybin, il traverse le Tigre en 220 et s'avance vers le Sud contre Molon, qui a quitté Babylone pour aller à sa rencontre. Une grande bataille s'ensuit ; Molon est vaincu à la suite de la défection de son aile gauche qui fuit à la vue du roi. Molon se suicide plutôt que de tomber entre les mains de ses adversaires. Son corps est crucifié sur ordre d'Antiochos, ou plutôt de son ministre Hermias. Néolaos, frère de Molon, rescapé de la bataille, s'enfuit en Perside. Il égorge sa mère, les enfants de Molon, se suicide, après avoir persuadé son frère Alexandre d'en faire de même.

## Sources antiques
- Polybe, Histoires [détail des éditions] [lire en ligne], V, 40 ; 54 ; 55.